# Gerbillus henleyi
Gerbillus henleyi är en däggdjursart som först beskrevs av de Winton 1903.  Gerbillus henleyi ingår i släktet Gerbillus och familjen råttdjur. IUCN kategoriserar arten globalt som livskraftig. Inga underarter finns listade i Catalogue of Life.
Denna ökenråtta förekommer i Afrika vid norra och södra gränsen av Sahara samt på Arabiska halvön. Den lever där i halvöknar och öknar.
Arten är minst i släktet Gerbillus med en kroppslängd (huvud och bål) av cirka 7 cm, en svanslängd av 2 till 3 cm och en vikt av 8 till 12 g. Pälsen är allmänt brunaktig förutom buken som är vit. Kännetecknande är dessutom vita fläckar över ögonen och bakom öronen. I motsats till andra ökenråttor saknar arten styva hår på fötterna.
Individerna är aktiva på natten och de vilar på dagen i självgrävda jordhålor. Gerbillus henleyi äter frön från olika växter och den skapar ett förråd i boet. Fortplantningssättet och ungarnas utveckling antas vara lika som hos andra släktmedlemmar.